# Papa Leone VI
Leone VI (Roma, ... – Roma, dicembre 928 o gennaio 929) è stato il 123º papa della Chiesa cattolica dal maggio o giugno 928, mentre il suo immediato predecessore era ancora vivo ma incarcerato, fino alla sua morte. Fu il primo di una lunga serie di papi cortigiani.

## Biografia

### Origini
Le fonti sono molto avare di notizie su Leone e gran parte di esse sono frutto di ipotesi successive al periodo in cui visse, e talvolta neppure fondate. Di nobile famiglia, probabilmente romana, suo padre era un giurista (per l'esattezza, il primicerio) di nome Cristoforo. Secondo Gaetano Moroni, apparteneva alla famiglia Gemina, detta poi Sanguigna, che sarà parte del patriziato romano nel corso dei secoli a venire.

### Premesse: la caduta di Giovanni X
Nell'elezione al papato influì certamente Marozia che, dopo la morte del padre Teofilatto († 924), aveva assunto il titolo di senatrice e patrizia e di fatto governava Roma sia grazie a varie alleanze con la nobiltà sia grazie ai suoi matrimoni con sovrani e pretendenti al trono. Nel 928 si era risposata con il marchese Guido di Toscana il quale, al comando dei suoi soldati, spodestò dal Soglio pontificio e rinchiuse in carcere papa Giovanni X (maggio dello stesso anno), l'ultimo pontefice a dimostrare una notevole indipendenza politica dall'aristocrazia romana.

### Il pontificato

#### L'elezione
Essendo dunque vacante il Soglio, Marozia presentò il cardinale di Santa Susanna Leone come il candidato dello stesso Giovanni X, dal quale asserì che fosse stato designato in punto di morte. In età già avanzata, Leone venne eletto papa nel maggio o nel giugno 928.

#### Governo della Chiesa

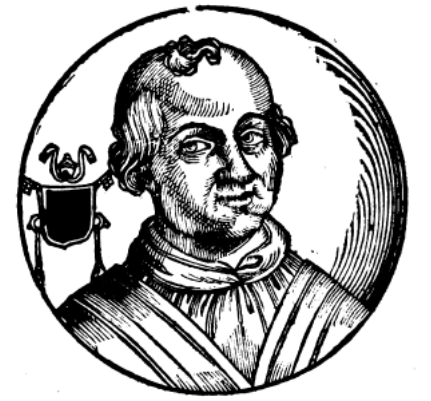
Leone VI, disegno tratto da Bartolomeo Sacchi detto il Platina, Vite De' Pontefici, a cura di Onofrio Panvinio, Venezia, per i tipografi Turrini, e Brigonci, 1663

Leone, probabilmente conscio che il suo incarico fosse ad interim (Marozia stava preparando l'elezione al Soglio di Giovanni, suo figlio), non pare aver compiuto atti rilevanti contro il potere dell'aristocrazia. Si limitò, come il successore Stefano VII, agli uffici divini. Tra gli atti del suo breve pontificato vi è la conferma delle decisioni del Sinodo di Spalato. Inoltre completò l'intervento del suo predecessore nella confusa situazione ecclesiastica in Dalmazia e concesse il pallio all'arcivescovo Giovanni e ordinò che i vescovi dalmati gli obbedissero. Ordinò al vescovo Gregorio di amministrare la chiesa di Scardona e ad altri di limitare i loro poteri alla propria diocesi.
Tratta proprio questo argomento l'unica delle sue lettere che si è conservata: in essa Leone si rivolge ai vescovi Firmino di Zara, Gregorio di Nona e ad altri vescovi della Dalmazia e della Croazia, affinché obbediscano all'arcivescovo di Spalato, Giovanni al quale egli stesso ha inviato un pallio, segno della sua autorità metropolitana. Ordina anche a tutti i vescovi, in particolare quelli delle isole di Lussino e Arbe, nonché a Ragusa di Dalmazia, di accontentarsi dei territori delle loro diocesi e di consentire al vescovo Gregorio di gestire in pace la sua chiesa di Scardona. La situazione in quella zona era già stata affrontata da Giovanni X, ma la lettera non si discosta comunque da similari inviate da altri pontefici nello stesso periodo in caso di analoghe situazioni.
Leone VI morì nel dicembre 928 o, al massimo, nel gennaio del 929, dopo appena sette mesi di papato. Fu sepolto in San Pietro e il Moroni ricorda i languidi versi che Flodoardo di Reims scrisse in sua memoria:
(Moroni, p. 27)

## Nella storiografia
- Nel Liber de vita Christi ac omnium pontificum, Bartolomeo Platina († 1481) scrisse di Leone VI:

(Platina, p. 234)
- Ferdinand Gregorovius ebbe, sia per lui che per il suo successore, parole amare:

(Gregorovius, p. 1)